# Laton
Laton is een plaats (census-designated place) in Fresno County in de Amerikaanse staat Californië. Bij de census van 2010 telde de plaats 1.824 inwoners op een oppervlakte van 5,017 km², waarmee de bevolkingsdichtheid ongeveer 364 inwoners per vierkante kilometer bedroeg.

## Geografie
Laton bevindt zich op 36°26′6″ noorderbreedte en 119°41′9″ westerlengte op 77 m hoogte. De plaats ligt midden in de San Joaquin Valley net ten noorden van de rivier de Kings tegen de grens met Kings County. De totale oppervlakte bedraagt 5,017 km², wat allemaal land is.

### Plaatsen in de nabije omgeving
De onderstaande figuur toont nabijgelegen plaatsen in een straal van 24 km rond Laton.

## Demografie
In 2010 bedroeg het inwoneraantal 1.824; ten opzichte van 2000 is dat een stijging van zo'n 47,6%, want toen bedroeg het aantal 1.236 personen. De mediane leeftijd van de inwoners lag op 29,4 jaar, zes jaar lager dan de staat Californië (35,2 jaar) en acht jaar lager dan de Verenigde Staten (37,2 jaar).
Van de bevolking in 2010 identificeerde 55% zich als blank en 41% tot een andere etnische groep behorend dan de zwarten of Afro-Amerikanen, Aziaten, indianen en mensen van eilanden in de Stille Oceaan. Daarnaast was ruim 76% hispanic of latino; zij worden door het United States Census Bureau niet als apart ras gezien en kunnen onder elk van de eerder genoemde groepen vallen. Het merendeel van de hispanics was van Mexicaanse afkomst.